# Guayaquila gracilicornis
Guayaquila gracilicornis är en insektsart som beskrevs av Carl Stål. Guayaquila gracilicornis ingår i släktet Guayaquila och familjen hornstritar. Inga underarter finns listade i Catalogue of Life.